# 모서초등학교
모서초등학교는 대한민국 경상북도 상주시 모서면 삼포리에 있는 공립 초등학교이다.

## 학교 연혁
- 1932년 11월 15일 모서공립보통학교 개교
- 1938년 4월 1일 모서공립심상소학교로 개칭
- 1941년 4월 1일 모서공립국민학교로 개칭
- 1992년 3월 1일 대류분교장 편입
- 1993년 3월 1일 득수국민학교 통합
- 1996년 3월 1일 모서초등학교로 개칭
- 1999년 3월 1일 초·중학교 통합, 대류분교장 본교 통합
- 1999년 9월 1일 화산분교장 편입
- 2001년 8월 30일 다목적실(체육관) 개관
- 2009년 3월 1일 화산분교장 통합
- 2016년 9월 1일 제31대 이재호 교장 부임
- 2017년 2월 10일 제82회 졸업(총6,897명)
- 2017년 3월 2일 입학식(입학생 15명)

## 참고 자료
- 모서초등학교 - 한국교육학술정보원 학교알리미